# Gloria Leonard
Glòria Leonard (nom de naixement; Gale Sandra Klinetsky) (Nova York, 28 d'agost de 1940 - Waimea, Hawaii, 3 de febrer de 2014) va ser una actriu porno estatunidenca.

## Carrera professional
Leonard va néixer i es va criar al Bronx, Nova York. Durant tres anys va treballar a Wall Street com a representant de la Schweickart and Company, també va treballar en diverses empreses de relacions públiques, i per al publicista Johnny Carson, va treballar per a l'empresa Elektra Records.

## Carrera pornogràfica
Glòria Leonard va començar a aparèixer en el món de la pornografia l'any 1976, va aparèixer en diverses pel·lícules com: The Trouble With Young Stuff, All About Glòria Leonard, les dues pel·lícules van ser escrites i dirigides per part de Joseph W. Sarno; The Opening of Misty Beethoven dirigit de Radley Metzger; Fortune Smiles, Taboo American Style. Abans de retirar-se dels escenaris l'any 1984 va treballar amb moltes actrius entre les quals: Constance Money, Leslie Bovee, Sharon Mitchell, Jennifer Welles i Samantha Fox. Va dirir diverses pel·lícules porno i va estar casada amb Bobby Hollander L'any 1997 es va traslladar a Los Angeles per treballar amb l'empresa Private.

## RevistaHigh Society
Després de la seva carrera professional com a actriu pornogràfica Glòria Leonard va ser pionera en la publicació de fotos de personatges famosos despullats, i en la creació de línies de sexe telefònic., Gloria va seguir treballant durant 14 anys com a editora per a la revista eròtica nord-americana High Society. En una ocasió Gloria va dir de l'editor de la revista, Carl Ruderman:
"Ell en aquest període estava buscant a una dona editora per a una publicació masculina."
Després de publicar algunes fotografies de Margot Kidder, Ann Margaret, i Barbra Streisand, aquestes persones van tractar de portar la revista als tribunals.

## Filmografia
- Executive Secretary (1974)
- Farmer's Daughters (1975)
- Opening of Misty Beethoven (1975)
- Bizarre Moods (1976)
- Kinkorama (1976)
- Souperman (1976)
- Temptations (1976)
- Trouble With Young Stuff (1976)
- Virgin Dreams (1976)
- Water Power (1976)
- Candy Lips (1977)
- Fiona on Fire (1977)
- Heat Wave (1977)
- Joy (1977)
- Odyssey (1977)
- All About Gloria Leonard (1978)
- Hollywood Goes Hard (1978)
- Intimate Desires (1978)
- Legend of Lady Blue (1978)
- Little Blue Box (1978)
- Maraschino Cherry (1978)
- MisBehavin' (1978)
- Extreme Close-Up (1979)
- New York Babes (1979)
- Bon Appetit (1980)
- October Silk (1980)
- Silky (1980)
- Summer Beach House (1980)
- Tramp (1980)
- Johnny Does Paris (1981)
- Roommates (1981)
- World of Henry Paris (1981)
- Dirty Looks (1982)
- Real Estate (1982)
- Best Of John Holmes (1984)
- Bizarre Thunder (1984)
- BurleXXX (1984)
- Celebration (1984)
- Opening Night (1984)
- First Annual XRCO Adult Film Awards (1985)
- Hot Wire (1985)
- Magic Girls (1985)
- New York Vice (1985)
- Phone Sex Fantasies (1985)
- She's So Fine (1985)
- Taboo American Style 1 (1985)
- Taboo American Style 2 (1985)
- Taboo American Style 3 (1985)
- Taboo American Style 4 (1985)
- Vanessa's Bed of Pleasure (1985)
- Bad Girls 4 (1986)
- Come to Me (1986)
- Three Daughters (1986)
- Babes in Joyland (1987)
- Legends of Porn 1 (1987)
- Flesh in Ecstasy 15: Bunnie Bleu (1988)
- Girls Who Dig Girls 8 (1988)
- Legends of Porn 3 (1991)
- Made in Heaven (1991)
- Naked Goddess 1 (1991)
- On Trial 3 (1992)
- On Trial 4 (1992)
- Only the Very Best on Film (1993)
- Valley of the Bi Dolls (1993)
- Blue Vanities S-560 (1994)
- Naked Goddess 2 (1994)
- Revenge of the Bi Dolls (1994)
- Night of the Living Bi-dolls (1997)
- Phoenix Rising (1998)
- Still Insatiable (1998)
- High Heels 'n Hot Wheels (1999)
- Looking for Mr. Big (2000)
- Ooze (2000)
- Wadd: The Life And Times Of John C. Holmes (2001)
- Samantha Fox Collection (2005)
- Crazy For Love ()
- Inside Gloria Leonard ()